# 成敗
| ウィキペディアには「成敗」という見出しの百科事典記事はありません（タイトルに「成敗」を含むページの一覧/「成敗」で始まるページの一覧）。 代わりにウィクショナリーのページ「成敗」が役に立つかもしれません。 |